# 햐쿠타 나오키

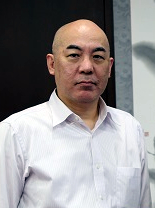
햐쿠타 나오키 (2017년)

햐쿠타 나오키(일본어: 百田 尚樹, 1956년 2월 23일 ~ )는 일본의 소설가이자 방송작가이다. 대표작으로 《영원의 제로》(2006)가 있으며 2013년 동명의 영화로 만들어졌다. NHK 경영위원으로 있는 동안 난징 대학살 등 2차 대전 당시 일본군의 전쟁범죄를 부정하는 발언을 하며 우익 인사로서도 알려지기 시작했다. 2023년 9월에는 저널리스트 아리모토 가오리(有本香)와 함께 일본보수당을 창당하였다.

## 같이 보기
- 영원의 제로
- 난징 대학살 부인론